# Jean-Baptiste-Joseph Tolbecque
Jean-Baptiste-Joseph Tolbecque (né le 17 avril 1797 à Hanzinne (province de Namur), mort le 22 octobre 1869 à Paris 17e) est un violoniste, chef d'orchestre et compositeur belge dont la carrière s'est déroulée en France.
Très célèbre de son vivant, il est aujourd'hui largement oublié du grand public tant français que belge.
Il est le représentant d'une famille de musiciens et a comme frères Isidore-Joseph (1794-1871), compositeur, chef d'orchestre, violoniste, Augustin-Joseph (1801-1869) violoniste, Charles-Joseph (1806-1835) compositeur, chef d'orchestre et comme neveu Auguste Tolbecque (1830-1919), compositeur, violoncelliste, luthier et musicographe.

## Biographie
Jean-Baptiste-Joseph Tolbecque étudie au Conservatoire de Paris. Il suit les cours d'Antoine Reicha pour la composition et de Rodolphe Kreutzer pour le violon. 
En 1820, il entre à l'orchestre de l'Opéra Italien.
En 1825, il devient chef d'orchestre des jardins de Tivoli.
En 1828, il entre comme altiste dans l'orchestre associé à la Société des concerts du Conservatoire de Paris.
Il a lui-même participé à la naissance de cette société.
Sa qualité de chef d'orchestre des bals de la Cour du roi Louis-Philippe, et de nombreux bals publics lui assurent une grande célébrité.

## Œuvres
|  |  |  |

Avant l'arrivée de Philippe Musard dans la capitale, Jean-Baptiste-Joseph Tolbecque est le plus célèbre compositeur de musique festive de danses de Paris au XIXe siècle.
Il a laissé un très grand nombre de partitions, qu'on peut trouver conservées au département de la musique de la Bibliothèque nationale de France. Au nombre de celles-ci, le Galop des tambours, immense succès au Carnaval de Paris en 1839 et 1840. Joué sous la direction du compositeur au bal du théâtre de la Renaissance, il était interprété par un orchestre comprenant quarante tambours.
On reconnaît dans ce morceau le fameux air du tradéridéra. On ignore si c'est Jean-Baptiste-Joseph Tolbecque qui l'a composé ou s'il l'a pris dans l’œuvre d'un autre compositeur. 
En 1840, Philippe Musard composera en réponse à ce Galop des tambours un Galop des trompettes.
Dans un autre registre que la musique de danses, Jean-Baptiste-Joseph Tolbecque a écrit en 1827 un opéra-comique, en collaboration avec les compositeurs français Alphonse Gilbert et Jean-Baptiste Guiraud : Charles V et Duguesclin.
En 1851, Jean-Baptiste-Joseph Tolbecque a composé, en collaboration avec Edme-Marie-Ernest Deldevez le ballet Vert-Vert.
Cette œuvre a remporté un immense succès auprès du public.

## Source
- Thierry Levaux Dictionnaire des compositeurs de Belgique du Moyen-Âge à nos jours, éditions Art in Belgium, Lasne 2006, p. 611.